# Кристи, Крис
Кри́стофер Джеймс (Крис) Кри́сти (англ. Christopher James "Chris" Christie; род. 6 сентября 1962, Ньюарк, Нью-Джерси) — американский политик, в 2010—2018 годах — губернатор штата Нью-Джерси. Стал первым за 12 лет республиканцем, выигравшим выборы в этом штате.

## Биография
Родился 6 сентября 1962 года в Ньюарке штата Нью-Джерси (США).
В 1967 году, после беспорядков и погромов на расовой почве в Ньюарке, семья Кристи решила переехать в Ливингстон. Во время учёбы в местной школе играл в бейсбольной команде. После окончания школы в 1980 году Крис Кристи поступил в Университет штата Делавэр.
В 1984 году окончил Делавэрский университет (бакалавр политологии), а в 1987 году получил степень доктора права в Университете Сетон-Холл.
В 1991 году помогал в кампании по перевыборам Джорджа Буша-старшего. После этого в 1993 году впервые принял участие в выборах в Сенат штата Нью-Джерси, но кандидатуру сняли до голосования. Годом позже Крис Кристи занял первый выборный пост в законодательном органе округа Моррис, где сумел добиться ужесточения правил муниципальных закупок, запрета на получение чиновниками подарков от компаний.
В 1995 году политик проиграл выборы в Ассамблею штата Нью-Джерси, а в 1997 и перевыборы в законодательный совет округа Моррис.
В декабре 2001 года Джордж Буш-младший предложил кандидатуру Криса Кристи на пост федерального прокурора штата Нью-Джерси, что вызвало протесты некоторых членов Коллегии адвокатов из-за отсутствия у него опыта участия в делах федерального уровня и уголовных процессах. Несмотря на это, Кристи был утверждён. За годы работы прославился борьбой с коррупцией, добившись осуждения или добровольного признания вины 130 высокопоставленных чиновников или законодателей от обеих партий. Однако в отношении самого Кристи тоже звучали обвинения в политически мотивированном преследовании оппонентов и сомнительных сделках.
В январе 2009 года Кристи объявил о намерении участвовать в выборах губернатора Нью-Джерси. В июне, на праймериз среди кандидатов от республиканской партии, политик победил двух претендентов, набрав 55 % голосов. А в ноябре с перевесом в 4 % одержал победу над конкурентом-демократом на основных выборах, став первым республиканцем-губернатором Нью-Джерси за 12 лет.
В 2014 году Кристи оказался фигурантом скандалов. Выяснилось, что его соратники распорядились перекрыть в первые дни сентября 2013 года несколько полос моста Джорджа Вашингтона, который соединяет штат Нью-Джерси с Нью-Йорком, в отместку за отказ мэра города Форт-Ли Марка Соколича поддержать кандидатуру их начальника на пост губернатора. Кристи извинился за произошедшее, но продолжает уверять, что ничего не знал о действиях подчиненных. Позже Конгресс США инициировал расследование возможного нецелевого использования 2,2 миллионов долларов федеральных средств на рекламные ролики для привлечения туристов с участием самого Кристи и его семьи. Но нарушений найдено не было.

### Президентская предвыборная кампания (2015—2016)
Считался одним из вероятных кандидатов на пост президента США от республиканской партии на выборах в ноябре 2016 года. И в июне 2015 года Крис Кристи официально объявил о вступлении в предвыборную борьбу. Но после провала на праймериз, в частности 9 февраля 2016 года в Нью-Гэмпшире — где он занял 6-е место среди кандидатов, 10 февраля 2016 года Кристи заявил о выходе из президентской кампании. 26 февраля неожиданно для многих поддержал другого претендента от республиканцев — миллиардера Дональда Трампа, который по его словам имеет наибольшие шансы выиграть у кандидата от демократов Хиллари Клинтон.

## Взгляды
Среди республиканских политиков у Кристи репутация центриста, а некоторые даже обвиняли его в излишне либеральных взглядах.
Поддерживал снижение налогов на доходы граждан и бизнеса, в годы губернаторства снизил пенсионных гарантий для госслужащих, полицейских и пожарных, введения обязательных отчислений работников в пенсионный фонд и за медстраховку. Параллельно этому выступал за налоговые льготы для частных и церковных школ, а также оплаты труда учителей в зависимости от эффективности.
Отказался принимать постоянный запрет на фрекинг (добычу нефти и газа методом гидроразрыва) и наложил вето на законопроект, запрещавший применения для этой процедуры химикатов. Одновременно выступал за развитие альтернативной энергетики в штате и льготы компаниям-инвесторам.
В вопросе иммиграции Крис Кристи отличался от однопартийцев. Будучи федеральным прокурором штата, он заявил, что «иммигранты без документов не являются преступниками, если только они не приехали в США вновь после депортации». В 2013 году Кристи в ранге губернатора, подписал закон, позволяющий юным нелегальным иммигрантам, которые отучились, по меньшей мере, три года и закончили школу в Нью-Джерси, получить высшее образование в институтах и университетах на правах обычных жителей штата.
Выступал за узаконивание гражданских союзов для однополых пар и против легализации однополых браков (считая последнее прерогативой мужчины и женщины). Не поддерживал аборты, в марте 2015 года он поддержал инициативу запрета прерывания беременности на сроках больше 20 недель. Поддерживал право родителей выбирать, вакцинировать ребёнка или нет. Поддерживал легализацию использования марихуаны в медицинских целях, но не для рекреационных целей.
По вопросам внешней политики резко критиковал администрацию Барака Обамы, высказывался против вывода израильской армии с Голанских высот, Иерусалима и Западного берега.

## Семья
Женат на Мери Пэт, есть четверо детей: дочери Сара и Бриджет, сыновья Патрик и Эндрю. С будущей супругой Кристи познакомился в годы учёбы в Университете штата Делавэр.